# Le Père Duchesne
A Le Père Duchesne a francia forradalom alatt a Cordeliers klubhoz tartozó radikális politikus, Jacques Hébert lapja volt. 
Hébert egy képzeletbeli népi figuráról, nevezetesen Duchesne apóról nevezte el lapját. Ez a figura híres volt szókimondó, trágár stílusáról. A lapokban az ő nevében írt. 
Hogy mennyire trágár volt azt a lap címoldalának állandó mottója is jól mutatja: „Én vagyok az igazi Dushesne apó, b*ssz*tok meg!” Ez a káromkodás állandó visszatérője volt a cikkeknek, melyek túlnyomórészt a forradalom fontos kérdéseiben nyilvánították ki szerzőjük véleményét.
A Le Père Duchesne Hébert kivégzése után, 1794 márciusától megszűnt.